# Leeuwenia irukandji
Leeuwenia irukandji is een tripsensoort uit de tripsenfamilie Phlaeothripidae. De soort werd voor het eerst benoemd door Mound en Tree in 2021.